# Lenoir City
Pour les articles homonymes, voir Lenoir.
Lenoir City est une municipalité américaine située dans le comté de Loudon au Tennessee. Lors du recensement de 2010, sa population est de 8 642 habitants.

## Géographie
La municipalité s'étend sur 8,51 milles carrés (22,04 km2).

## Histoire
Les terres correspondant aujourd'hui à Lenoir City sont données par la Caroline du Nord au général William Lenoir, qui s'y installe avec sa famille en 1810. À la fin du XIXe siècle, un groupe d'hommes d'affaires y créé la Lenoir City Company, qui se développe près du chemin de fer. En 1907, Lenoir City devient une municipalité.

## Démographie
La population de Lenoir City est estimée à 9 106 habitants au 1er juillet 2016.
Le revenu par habitant était en moyenne de 17 216 dollars par an entre 2012 et 2016, bien inférieur à la moyenne du Tennessee (26 019 dollars) et à la moyenne nationale (29 829 dollars). Sur cette même période, 26,4 % des habitants de Lenoir City vivaient sous le seuil de pauvreté (contre 15,8 % dans l'État et 12,7 % à l'échelle des États-Unis).